# Aleksandr Postnikow
Aleksandr Nikołajewicz Postnikow (ros. Александр Николаевич Постников), właśc. Aleksandr Nikołajewicz Postnikow-Strielcow (ros. Александр Николаевич Постников-Стрельцов; ur. 23 lutego 1957 w Łabinsku) – rosyjski dowódca wojskowy, generał pułkownik.

## Życiorys
Aleksandr Postnikow urodził się 23 lutego 1957 roku w m. Łabinsk w Kraju Krasnodarskim jako Aleksandr Nikołajewicz Strielcow. W 1978 roku ukończył Kijowską Wyższą Ogólnowojskową Szkołę Dowódczą. Po ukończeniu uczelni zajmował kolejno stanowiska dowódcy plutonu, kompanii i batalionu w Kijowskim Okręgu Wojskowym i w Grupie Wojsk Radzieckich w Niemczech. W 1988 roku ukończył Akademię im. Frunzego, a następnie pełnił służbę w Odeskim i Dalekowschodnim Okręgu Wojskowym na stanowiskach zastępcy dowódcy pułku, dowódcy pułku, szefa sztabu dywizji i szefa sztabu centrum szkolenia. Był także zastępcą dowódcy 2 Gwardyjskiej Tamańskiej Dywizji Zmechanizowanej. 
W 2000 r. generał Postnikow ukończył z wyróżnieniem Akademię Sztabu Generalnego SZ FR. Następnie zajmował stanowisko szefa sztabu 22 Armii Ogólnowojskowej. W 2002 roku wyznaczono go na stanowisko dowódcy 20 Armii Gwardyjskiej w Moskiewskim Okręgu Wojskowym, w 2004 roku – na stanowisko pierwszego zastępcy dowódcy Północno-Kaukaskiego Okręgu Wojskowego. W 2006 roku uzyskał stopień naukowy kandydata nauk politycznych. W czerwcu 2006 roku awansowany na stopień generała pułkownika, a w grudniu tegoż roku wyznaczony na stanowisko szefa sztabu – pierwszego zastępcy dowódcy Syberyjskiego Okręgu Wojskowego. W kwietniu 2007 roku objął funkcję dowódcy okręgu. 
W styczniu 2010 roku wyznaczony został na stanowisko Dowódcy Wojsk Lądowych SZ FR, a 26 kwietnia 2012 roku – na stanowisko Zastępcy Szefa Sztabu Generalnego SZ FR. 
Zawodową służbę wojskową zakończył w lutym 2014 roku.

## Rodzina
Generał Aleksandr Postnikow pierwotnie nosił nazwisko Strielcow. W czasie studiów ożenił się z córką ówczesnego szefa sztabu Kijowskiego Okręgu Wojskowego generała armii Stanisława Postnikowa, zmieniając jednocześnie nazwisko na „Postnikow-Strielcow”.

## Odznaczenia
Odznaczony orderami „Za Służbę Ojczyźnie w Siłach Zbrojnych ZSRR” III klasy, „Za Zasługi Wojskowe” i wieloma medalami.